# Shibuya Minoru

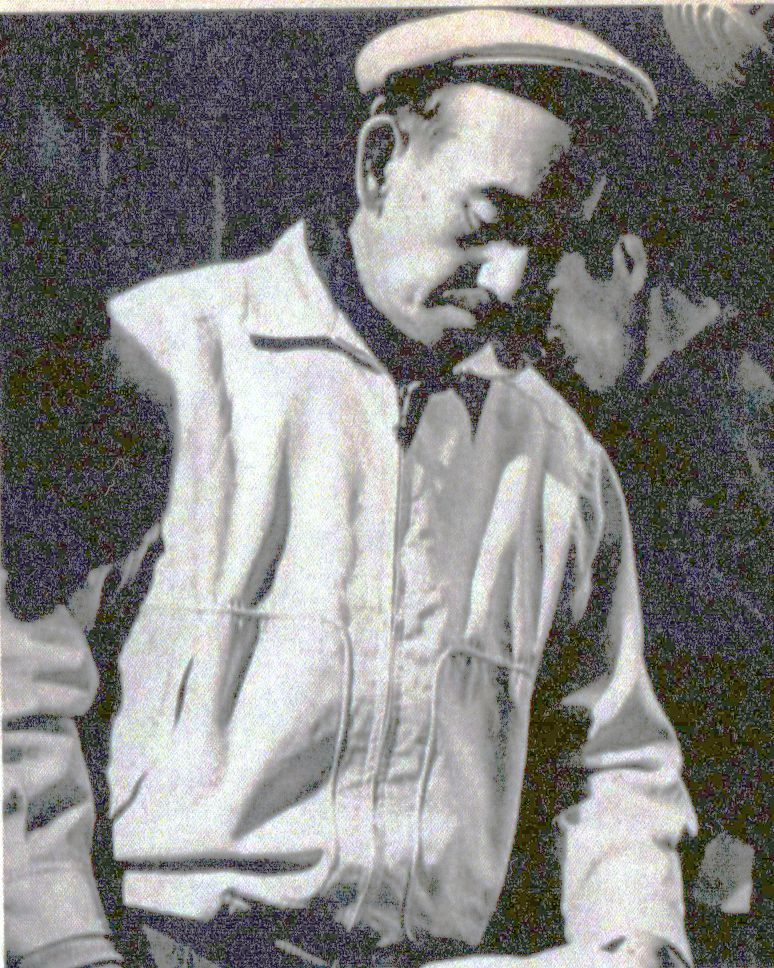
Shibuya Minoru

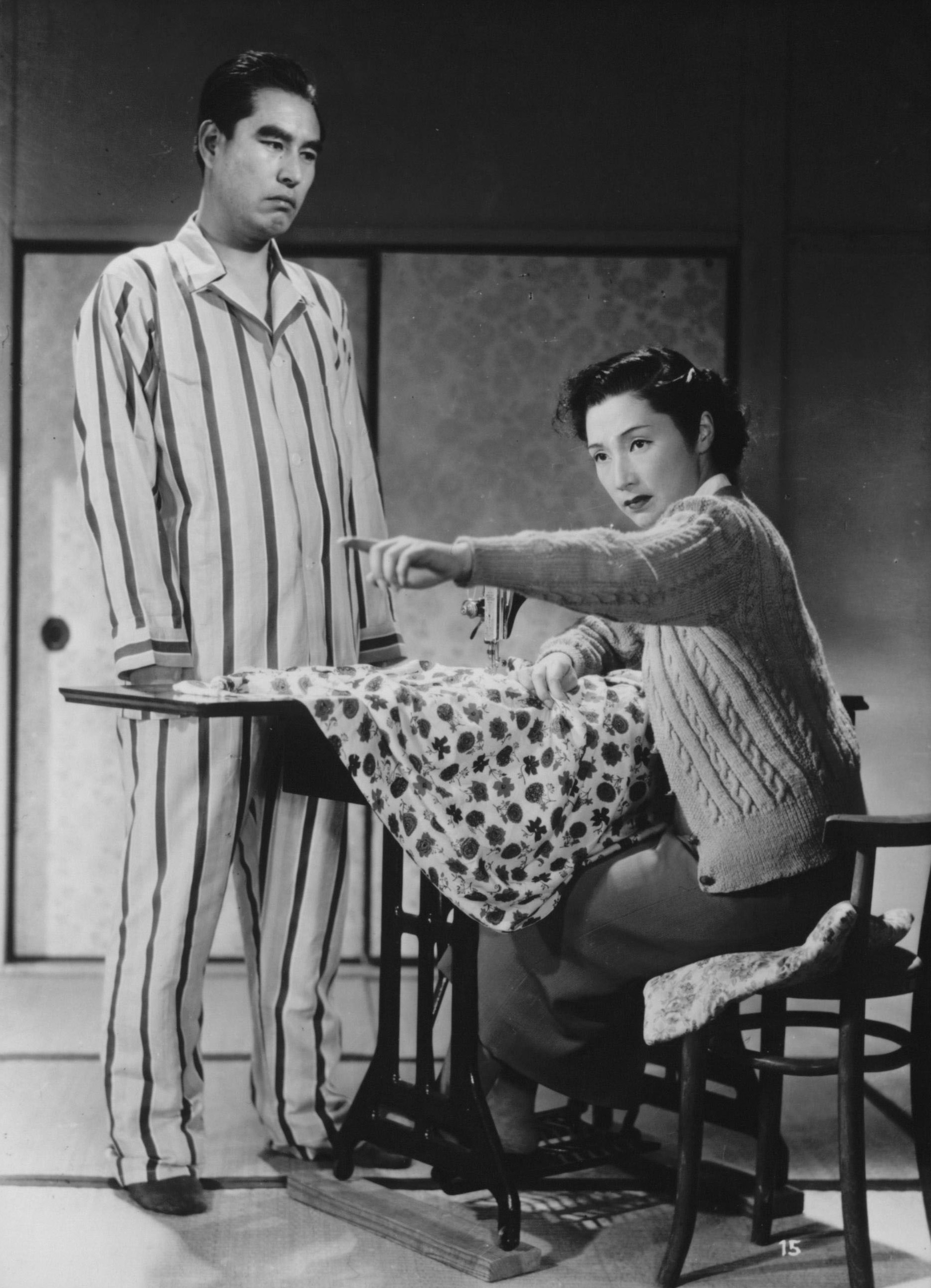
Szene aus „Schule der Freiheit“

Shibuya Minoru (japanisch 渋谷 実, eigentlich Katayama Minoru; geboren 2. Januar 1907 in Tokio; gestorben 20. Dezember 1980) war ein japanischer Filmregisseur.

## Leben und Wirken
Shibuya Minoru brach ein Studium im Fach Englisch an der Keiō-Universität ab. 1930 trat er das Shochiku Kamata Filmstudio ein und war Assistent u. a. von Naruse Mikio, Ozu Yasujirō, Gosho Heinosuke, bis er 1937 selbst Regisseur wurde. Schon mit der ersten Arbeit „Okusama mi shirasubekarazu“ (奥様に知らすべからず) „Sage nichts Deiner Frau“ (1937) entwickelte Shibuya einen vielschichtigen Film, der eine Familienkomödie in leicht satirischer Form zum Thema hatte. Seitdem hat er im Shochiku Ōfuna-Filmstudio, das sich auf Heimdramen spezialisiert hatte, eine Reihe von hervorragenden Filmen produziert, die sich eher durch unterkühlten Humor als durch herzliche Fröhlichkeit auszeichnen. 1938 folgte „Mutter und Kind“.
„Die vierte Frau“ 1947 war eine der ersten Arbeiten nach dem Zweiten Weltkrieg. 1950 „Ten’ya wan’ya“, 1952 „Jemand von heute“, 1954 „Ein Orden“, 1957 „Auf der Seite der Gerechtigkeit“ und „Die verrückte Sondergemeinde“ sind weitere Filme, mit denen Shibuya beabsichtigte, das Leben der kleinen Leute nah dem Krieg darzustellen.

## Filme (Beispiele)
- 1938 „Haha to ko“ (母と子) – „Mutter und Kind“
- 1946 „Yonnimme no“ (四人目の淑女) – „Die vierte Frau“
- 1950 „Ten’ya wan’ya“ (てんやわんや)[A 2]
- 1951 „Jiyū gakkō“ (自由学校) – „Schule der Freiheit“
- 1952 „Honjitsu kyūshin“ (本日休診) – „Heute keine Sprechstunde“
- 1952 „Gendaijin“ (現代人) – „Jemand von heute“
- 1954 „Kunshō“ (勲章) – „Ein Orden“
- 1955 „Seidō no Kirisuto“ (青銅の基督) – „Bronze-Christus“
- 1957 „Seigiha“ (正義派) – „Auf der Seite der Gerechtigkeit“
- 1957 „Kichigai buraku“(気違い部落) – „Die verrückte Sondergemeinde“
- 1958 „Akujo no kisetsu“ (悪女の季節) – „Zeit der bösen Frau“
- 1961 „Kōhin, kōjitsu“ (好人好日) – „Ein guter Mensch, ein guter Tag“
- 1964 „Monrō no yōna onna“ (モンローのような女) – „Eine Frau wie Monroe“
- 1965 „Daikon to ninjin“ (大根と人参) – „Rettich und Karotte“